# Родина (Ёгвинское сельское поселение)
Родина — деревня в Кудымкарском районе Пермского края. Входит в состав Егвинского сельского поселения. Располагается на левом берегу Велвы северо-восточнее от города Кудымкара. Расстояние до районного центра составляет 19 км. По данным Всероссийской переписи населения 2010 года, в деревне проживало 48 человек (22 мужчины и 26 женщин).

## История
По данным на 1 июля 1963 года, в деревне проживало 120 человек. Населённый пункт входил в состав Батинского сельсовета.